# James Clerk Maxwell Telescope
Le télescope James Clerk Maxwell (James Clerk Maxwell Telescope ou JCMT en anglais) est un radiotélescope d'observation submillimétrique.
 Il était géré jusqu'en février 2015 par le Joint Astronomy Center à Hilo (Hawaï), organisation financée par le PPARC (institut du Royaume-Uni), le National Research Council of Canada et le Netherlands Organization for Scientific Research.
Cette antenne est située à l'observatoire du Mauna Kea à Hawaï à une altitude de 4 092 m.

## Caractéristiques
Cet instrument d'observation, entré en service en 1987, est constitué d'une antenne parabolique de 15 m de diamètre.
Après sa mise en place, il a été amélioré par l'ajout d'un photomètre et par celui de l'instrument SCUBA (en) (un bolomètre submillimétrique). Ce dernier est devenu opérationnel en mai 1997 et a permis depuis de faire des découvertes telles que la détection d'une couronne de particules autour d'Epsilon Eridani ou encore la découverte de systèmes planétaires en formation autour de Véga et Fomalhaut.